# Миролюбов Юрій Петрович
Миролю́бов Ю́рій Петро́вич  (рос. Ю́рий Петро́вич Миролю́бов; 30 липня 1892, Бахмут, тепер Донецька область, Україна — 6 листопада 1970) — історик-аматор, письменник, публікатор та ймовірний автор «Велесової книги».

## Життєпис
Миролюбов Юрій Петрович народився 30 липня 1892 року в м. Бахмут у родині священика Петра Івановича Миролюбова. У роки революції в катівнях ЧК в Києві був вбитий його батько. Мати Юрія Петровича, Анастасія Іванівна Лядська, походженням з відомого запорізького козацького роду Лядських. Її предок — відомий українській герой Тарас Трясило (Тарас Федорович), кошовий отаман Війська Запорозького. Анастасія Іванівна Лядська померла в Україні в 1933 році під час Голодомору.
Всього дітей у сім'ї було четверо: три брати і сестра. Середній брат, штабс-капітан, вбитий у громадянську війну. Старший брат із сестрою залишилися після революції на батьківщині.

Дитинство і юність Юрія пройшли в Україні та на Кубані. Виховувався нянею «бабою Варварою» (няня ще його діда та батька), а після її смерті «старухою Захарихою». Також в своїх спогадах дитинства Ю. Миролюбов з вдячністю згадував діда Кануника, конюха Михайла, кобзаря Олекса Ф. П., які прищепили йому любов до народного фольклору та історії. Прищепив любов до історії також і бахмутський краєзнавець, магістр історії, інспектор духовного училища Т. П. Попов. Про своє виховання Юрій Миролюбов писав: 
|  | Авторові цієї книжки безумовно поталанило знати ще старі часи на селі, а крім того, йому поталанило народитися в сім'ї, де цікавилися старовиною. Мати наша була любителькою фольклору. Прабаба Варвара, ще батькова нянька, була селянкою, і вона багато розповіла авторові про «дідівські часи». Ріс я в селі, бавився з дітьми, дослухався до слів старих людей. Пізніше мені ще більше поталанить з переїздом до нас на проживання баби Захарихи — південної оповідачки. |

Навчався у духовному училищі, куди був відправлений за бажанням батька, перейшов до гімназії, по закінченню якої вступив до Варшавського університету. Перед початком першої світової війни перевівся на медичний факультет Київського університету. Паралельно в Києві навчається на хімічному відділенні Київського політехнічного університету. Після оголошення війни пішов на фронт добровольцем у званні прапорщика. Під час громадянської війни служив у збройних силах Центральної Ради в Києві, потім на Дону, у військах генерала Денікіна, у Корниловському ударному полку.
У 1920 році Миролюбов був евакуйований в Єгипет, де йому вдалося влаштуватися в експедицію, яка прямувала в Центральну Африку. По дорозі він захворює і потрапляє в шпиталь у Південній Африці. Звідси, після одужання, він виїхав до Індії, де пробув дуже недовго і змушений був шукати притулку в Туреччині. За сприяння російського консула в Стамбулі, Миролюбов наприкінці 1921 року домігся дозволу на переїзд до Праги і навчання в Празькому університеті, де, як і всі російські студенти-емігранти в Чехословаччині, отримав державну стипендію.
У 1924 році Миролюбов змушений був залишити Прагу з політичної причини, отримавши право на проживання в Бельгії. Там працював у хімічній лабораторії Левенського університету, а також хіміком на підприємствах металургійної промисловості. В королівстві Ю. П. Миролюбов дізнається, що його мати померла під час голодомору в Україні 1933 р. , після чого здоров'я історика різко погіршилося, що приводить його в одну з Брюсельських клінік. Там він зустрічає медсестру — Йоганну Францевну Вайдерс (Жанне Миролюбова), родом зі збіднілих дворян.
У 1936 році одружується з фрау Жанне Миролюбовою (1909 р. н.), німкенею.

У 1954 році разом з дружиною Юрій Миролюбов емігрує в США (Сан-Франциско). У Сан-Франциско деякий час він редагує російський часопис «Жар-птиця».

Захворівши в 1956 році важкою формою артриту, Миролюбов стає непрацездатним, проте продовжував свою публіцистичну і письменницьку діяльність, яку почав, живучи ще в Бельгії.

У 1970 році Миролюбови вирішують переселитися до Німеччини, на батьківщину дружини. Дорогою до Європи Юрій Петрович захворів запаленням легенів і 6 листопада 1970 року він помер на пароплаві.

## В еміграції

### Брюсель

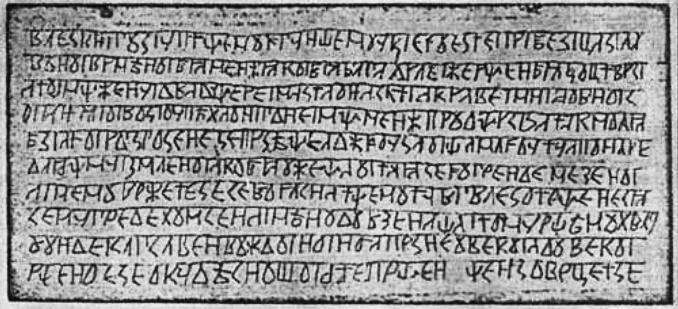
Фотографія дощечки № 16 Велесової книги

З архіву музею російської культури в Сан-Франциско дощечка 16Б Велесової книги

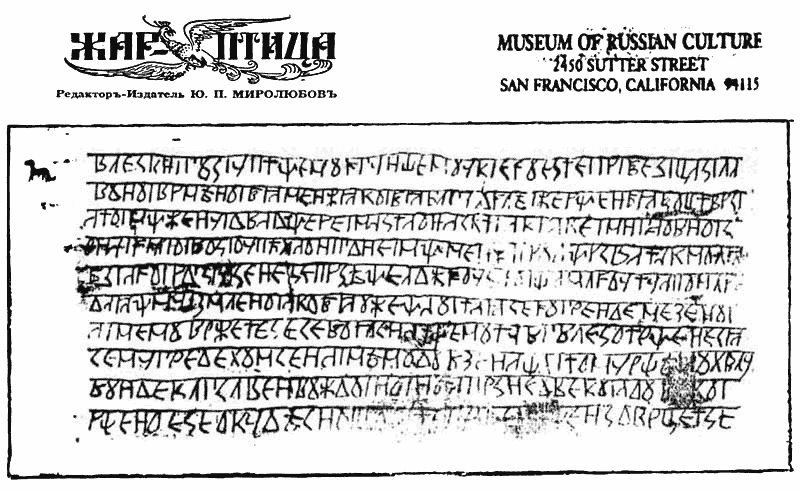
Фотокопія дощечки 16а. Світова копія. Знято в 1928 р. з «дощечки». Оригінал без ретуші з журналу «Жар-птица» 1955 р.

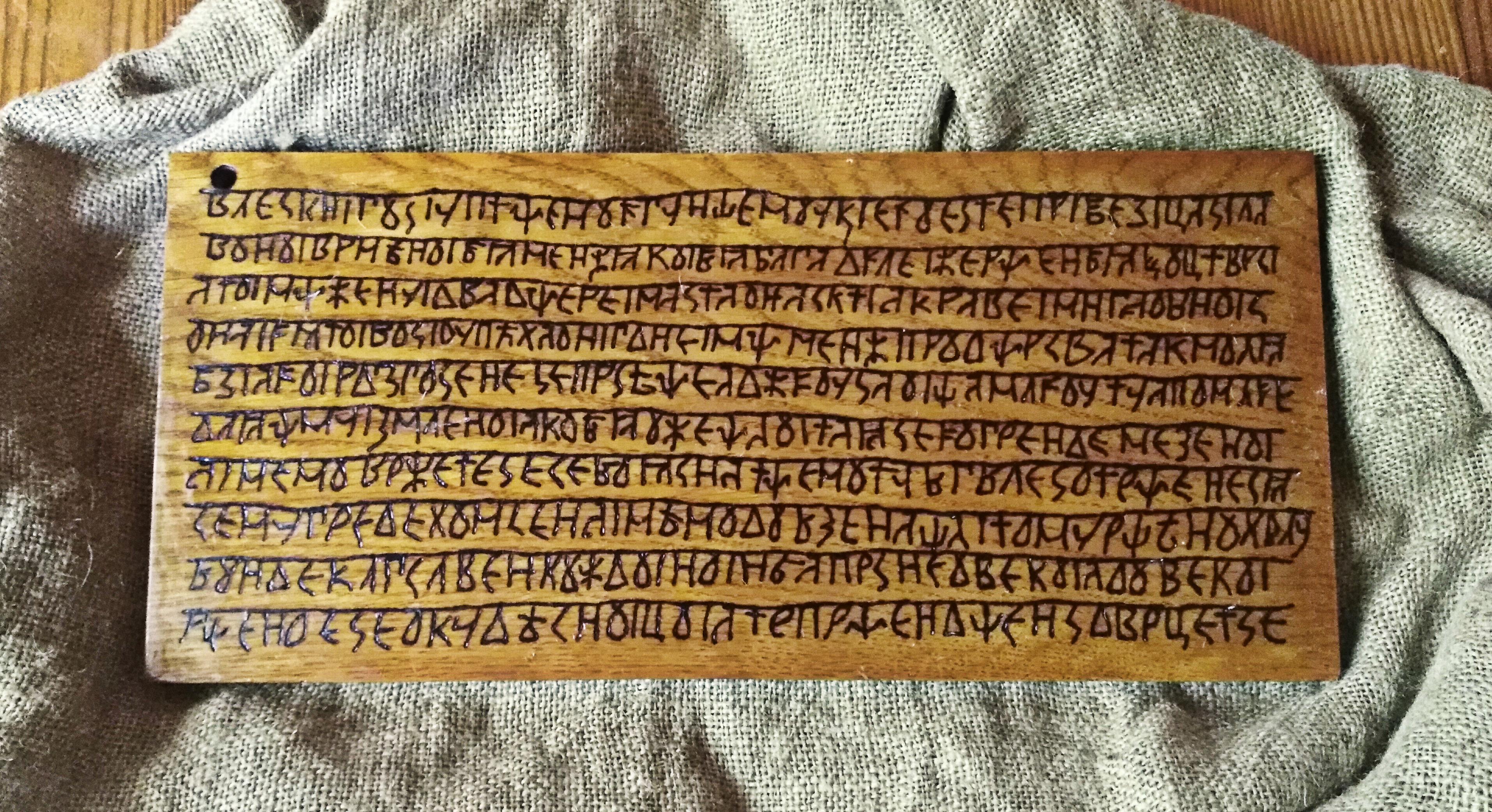
Реконструкція дощечки № 16 Велесової Книги з архівного фонду РО «Релігія Природи»

В Брюсселі Ю. Миролюбов знайомиться з Федіром (Алі) Ізенбеком, та, за твердженням Миролюбова, отримує можливість працювати зі стародавніми дощечками «Велесової Книги», які Федір Ізенбек в часи запеклих революційних битв (1919) знайшов в розгромленій садибі Донець-Захаржевських-Задонських на Харківщині. Юрій Миролюбов у праці «Русский языческий фольклор» пише:
|  | Дощечки ці були підібрані Ізенбеком під час громадянської війни в знищеній бібліотеці князів Задонських чи Донських, точно нам невідомо, та й сам Ізенбек не знав точного імені господарів розгромленого маєтку |

Сучасні спеціалісти в у галузі слов'янської філології та історії вважають Велесову книгу безумовною пізньою підробкою, а мову тексту — вигаданою дилетантами.
З 1925 р. по 1939 р. (14 років), зі слів Миролюбова, він намагався реставрувати дощечки, переписувати їх, розшифровувати та фотографувати. За його твердженням Ізенбек не дозволяв виносити дощечки зі свого приміщення та відхилив пропозиції бельгійських науковців, які хотіли займатися вивченням дощечок. Миролюбову отримав текст більшої частини та достатньо чітке зображення однієї з табличок і ще кілька (до шести) менш чітких. Якісна світлина була лише з 16-ї дощечки, яка й дала назву книзі (текст цієї дощечки починається словами: «Влес книгу сію»). Події, що описані у дощечках, охоплюють період приблизно від 7 століття. до н. е. до кінця 9 століття н. е.

Юрій Миролюбов повідомляє у листі до С.Лєсного від 11 листопада 1957 року:
|  | Нам випало велике щастя бачити дощечки з колекції художника Ізенбека, числом 37, з випаленим текстом. Частина літер нагадували грецькі великі букви, а здебільшого вони походили на санскритські. Текст був злитим. Зміст важко піддавався розбору, але за змістом окремих слів це були моління Перунові, який називався часом Парун, часом Впаруною, а Дажбог називався Дажьбо і Даже... На одній з них було написано про Купе-Бозе, ймовірно, Купали, і про очищення омовленням в лазні і жертвою Роду-Рожаницю, «иже есь Дедо Свенту». Були рядки, присвячені «Стрибу, кий же дыха яко хще», а також про Вышен-Бг, иже есь хранищ живот наших. Дощечки були приблизно однакового розміру, тридцять вісім сантиметрів на двадцять два, завтовшки в півсантиметра. Поверхня була подряпана від довгого зберігання. Місцями вони були зовсім зіпсовані якимись плямами, місцями покоробились, вздулись, наче відсиріли. Лак, що їх покривав, чи то олія по відставало, зійшло. Під ним була деревина темного кольору. Ізенбек думав, що «дощчки» із березового дерева. Края були відрізані нерівно. Схоже, що їх різали ножом, а не як не пилою… Текст був написаний чи надряпаний швайкою, а потім натертий чимось бурим, потемнівшим од часу, після чого був покритий лаком чи олією. Можливо текст надряпали ножом, цього я сказати не можу з впевненістю. Кожен раз для рядка була проведена лінія, досить нерівна. Текст був написаний під цією лінією… На другій стороні текст був ніби продовженням попереднього, так що необхідно було перевертати зв'язку «дощек». В інших місцях, навпаки, це було, ніби кожна сторона була сторінкою в книзі. Відразу було видно, що це багатолітня давнина. На полях деяких «дощек» були зображені голови бика, на інших – сонця, на третіх – різних тварин, можливо, лисиць чи собак, чи то вівці. Важко було розібрати ці фігури. |

1935 року Ю. П. Миролюбов розпочинає працю про життя і діяння легендарного київського князя Святослава. Юрій Петрович говорив, що мова дощечок відкриває йому шлях до мови, якою говорили наприкінці язичницького періоду Русі. Свою працю «Сказ о Святославе хоробре князе Киевском» завершує у 1947 році. Одночасно з цією роботою він писав багато оповідань, віршів, статей для періодичної закордонної російської преси. Було написано низку книг, які за життя залишились неопублікованими.

1941 року помирає друг Юрія Петровича, художник Ізенбек, заповівши йому все майно. В переліку майна були дощечки, картини та деякі документи. Коли Миролюбов отримав спадок, то, за його твердженнями, дощечок вже не було, з ними зникли близько 50 картин. Збереглося звернення Миролюбова до департаменту поліції про пропажу картин і дощечок за 1942 рік.

З матеріалу музею російської культури в Сан-Франциско (ГАРФ. Фонд 10143, опис 80, Архів П. Т. Филипьева, 16 рулон)
|  | … В 1944 р. Миролюбов розіслав Брюссельським галереям запит – на предмет інформації щодо картин і дощечок. Є з десяток відповідей, на звороті одного з них написано рукою Миролюбова: -"Из этих записей видно, что я искал пропавшие картины Изенбека, а главное Дощьки. 30 ноября 1953". |

Влітку 1954 року завдяки зростаючому інтересу читачів часопису «Жар-птиця» до «Велесової книги», разом з дружиною Юрій Миролюбов емігрує в США (Сан-Франциско).

### Сан-Франциско
В 1952 році в Сан-Франциско Олександр Олександрович Куренков (псевдонім Ал Кур), білоемігрант видавець-редактор газети «Вісник правди» (Сан-Франциско), прочитав в Російському Центрі в Сан-Франциско доповідь про писемність «Русские письмена», в якому стверджувалося, що у русичів була своя писемність до приходу Кирила і Мефодія. У тому ж році Кур зі сторінок часопису «Жар-Птиця», друкованого органу Російського центру в Сан-Франциско, звернувся до читачів з проханням пояснити долю стародавніх дощечок з бібліотеки Ізенбека. У вересні 1953 року на цю відозву і відгукнувся Ю. П. Миролюбов. Зав'язалося листування між Куром та Ю. П. Миролюбовим (частково видана О. Асовим).

1954 року Юрий Миролюбов з дружиною переселяються в США і відразу стає редактором часопису «Жар Птиця».

В 1954 р. в газеті «Russian life» з'являється публікація Ал Кура Дощьки-Языческие летописи. Ал Кур писав
|  | 28-го сентября 1952 года в Русском Центре я прочел научный доклад под заглавием: Руськы писмены писано…- исторический обзор письменности, которая имелась у наших прадедов задолго до появления Византии на берегах Босфора. Теперь в моем распоряжении имеются самые древнейшие тексты русской летописи, написанные не летописцами-монахами, а язычниками-волхвами. И эти тексты подтверждают те прежние выводы, что у наших предков была своя письменность и своя азбука в первых веках после Рождества Христова… |

З 1956 року поступово починається публікація віршів та оповідань Ю. П. Миролюбова, він продовжує працювати не зважаючи на тяжку форму артриту.

У 1970 році Миролюбови вирішили переселитися до Німеччини, на батьківщину дружини. 6 листопада 1970 року, на пароплаві у відкритому океані прямуючи з США до Європи помирає Миролюбов Юрій Петрович. Похований Миролюбов в Аахені, Німеччина. Перед смертю Ю. Миролюбов заповідав дружині узагальнити та видати його твори, які мають попасти на Батьківщину. Сенсом життя Жанне Миролюбової стало виконання останньої волі свого чоловіка. На маленьку пенсію, проживаючи в Аахені фрау Миролюбова з 1974 по 1992 р. за власний кошт видала 22 роботи, різними накладами. Роботи були розіслані у всі найвідоміші бібліотеки світу.

## Цитати
- «Я чекав не того! Я чекав більш чи менш точної хронології, опису точних подій, імен, збіжних із суміжною епохою інших народів, опису династій князів і всілякого такого історичного матеріалу, якого в них не виявилося»[5].
- «Треба зрозуміти і повірити в те, що Русь — це ми, а давня Русь — теж ми, і якщо Бог допоможе, то і майбутня Русь теж будемо ми!»[17]
- «Не знати свого минулого може тільки об'єкт, а не суб'єкт цивілізації і культури»[18]
- «Мы должны во что бы то ни стало стремиться к истине, замолчано огромное наше прошлое, искажена мысль о нас самих»[19].
- «Що за людина така, що не пам'ятає добра, що забув своє, рідне, а живе чужим, нічого для нього не зробило?»[20]

## Цікаве
- У вихорі громадянської війні, загинула більша частина ранніх робіт Ю. П. Миролюбова, ним було ретельно збережено записи та багато народних оповідань, які формував ще з юності. На основі їх була написана книга «Скази Захарихи»[21].
- В січні 2003 р. в Будинку вчених (Київ) відбулася презентація рукописів Миролюбова в тому числі і машинопису «Дощечок Ізенбека». Матеріали були передані в Україну вдовою Юрія Миролюбова, фрау Жанною Миролюбовою. Головною гостею на презентації була Жанне Миролюбова (на той час 94 років). Вступне слово Миролюбової «І надалі прикладу я всі мої зусилля і використаю всі мої скромні можливості, щоб до кінця виконати дану тобі обіцянку і перетворити твою залишену багату рукописну спадщину в книги, які займуть гідне місце у культурній скарбниці твоєї великої Батьківщини»[22].

## Творча спадщина

### Надруковані роботи
- Материалы к истории Крайне-западных славян. 151 стр. (1991)
- Наши травы. 42 стр.
- Образование Киевской Руси и её государственности. (Времена до князя Кия и после него). 1987. 120 стр. (+ Молодая гвардия, № 7, 1993)
- О князе Кие, основателе Киевской Руси. 1987. 95 стр. (Год написания 1960.)
- Прабкино учение. Сборник рассказов. 1977. 112 стр. (Год написания 1952.)
- Риг-Веда и Язычество. 1981. 264 стр. (Год написания 1952.)
- Русский языческий фольклор. Очерки быта и нравов. 1982. 312 стр. (Год написания 1953.)
- Сказ о Святославе хоробре князе Киевском. Поэма. В 2 кн., кн. 1. 1986. Кн. 1, 544 с (Год написания 1947.)
- Сказ о Святославе хоробре князе Киевском. Поэма. В 2 кн., кн. 2. 408 с 1986 (Год написания 1947.)
- Бабушкин сундук. Сборник рассказов. 1974. 175 стр. (Год написания 1952.)
- Гоголь и революция. 1992
- Дополнительные материалы к предыстории Русов. 1989. 154 стр.
- Материалы к истории крайне-западных славян
- Предыстория Славяно-Русов. 1988. 188 стр.
- Родина-Мать… Стихи. 1977. 190 стр. (Год написания 1952)
- Русская мифология. Очерки и материалы. (Год написания 1954.) 1982. 296 стр.
- Русский христианский фольклор. Православные легенды. 1983. (Год написания 1954.) 280 стр.
- Русский языческий Фольклор
- Сказы Захарихи. 1990. 224 стр. (издано только около половины)
- Славяне в Карпатах. Критика «норманизма». 1986. 185 стр. (Год написания 1960.)
- Славяно-русский фольклор. 1984. 160 стр. (Год написания 1960.)
- Фольклор на юге России. 1985. 181 стр. (Год написания 1960.)
- Русский календарь. 1992

### Ненадруковані роботи
- Перевод Велесовой книги (дощечек Изенбека, изданы частично)
- Мене, Текел, Фарес. Роман
- Le Fils Роман
- Опыт очерков военной Философии
- Самоописание жизни
- Записки судомоя
- Достоевский и революция
- Выписки по истории
- Белые студенты. Трилогия
- Конец одного героя
- Лжец. Роман
- Семья Махновских. Роман
- Капитан Кунчушка. Роман
- Душа художника
- Черная орхидея. Роман
- Прабка Варвара
- Николай Васильевич Гоголь в свете революции
- Николай Второй. Трагедия
- Происхождение Русов
- Происхождение Русов (Гипотиза Великой Борусии от Х века до н. э.)
- Материалы к предыстории Русов
- Материалы к предыстории славян
- Праистория славян
- Некоторые фольклорные данные, сообщенные Иоанном (Карпаты)
- Праистория Русов.
- Русский архив в Нью-Йорке при Колумбийском ун-те
- Миролюбов Юрий. Наши травы.
- Перевороты народов Севера И. Шопин секретарь князя Куракина
- Материалы к Истории Крайне-Западных (германизированных) славян и Западных славян, сохранивших самостоятельность к XX веку
- Петр великий и Карл XII
- Фельдмаршал Суворов. (4 части)
- Фельдмаршал Кутузов.
- Манджурский театр.